# Minnie Hauk

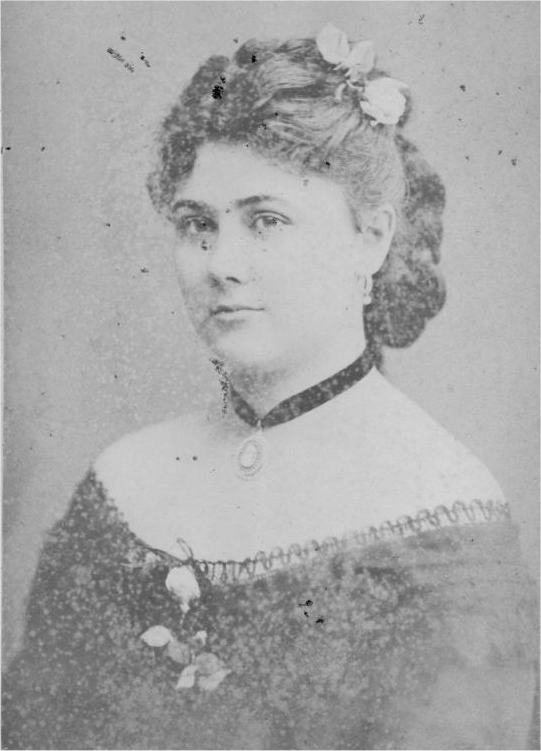
Minnie Hauk

Minnie Hauk, eigentlich Amalia Mignon Hauck, (* 16. November 1851 in New York City; † 6. Februar 1929 in Luzern, Schweiz) war eine US-amerikanische Opernsängerin (Mezzosopran).

## Leben
Minnie Hauk war die Tochter des deutschen Einwanderers Francis (Franz) Hauck und einer amerikanischen Mutter. Kurz nach ihrer Geburt zog ihre Familie nach Providence (Rhode Island), etwa 1857 nach Sumner (Kansas) und etwa 1860 nach New Orleans. In New Orleans erhielt sie ihre erste musikalische Ausbildung. Im Jahr 1865 kehrte sie dann mit ihrer Mutter wieder nach New York zurück.
In New York erhielt Minnie Hauk Unterstützung durch den Finanzier Leonard Jerome (Vater von Jennie Churchill, Großvater von Winston Churchill), der für ihre weitere Gesangsausbildung bei Achille Errani zahlte. Sie gab ihr Debüt im Alter von 14 Jahren 1866 in Brooklyn in Jerome’s privatem Theater als Amina in La Sonnambula (Vincenzo Bellini). Nur einen Monat später, im November 1866, gab sie ihr Debüt im Winter Garden in New York als Prascovia in Giacomo Meyerbeers L’Etoile du Nord (zusammen mit Clara Louise Kellogg). In der amerikanischen Premiere von Charles Gounods Roméo et Juliette sang sie 1867 einen Tag vor ihrem 16. Geburtstag die Juliette. Ab Oktober 1868 tourte sie durch Europa, zuerst in London, danach folgten Auftritte in Lille, Paris, den Niederlanden, Berlin und Moskau. Sie trat mit italienischen und deutschen Opern in ganz Europa auf.
Ab 1870 war sie für drei Jahre an der Wiener Hofoper engagiert, wobei sie auch Gastspiele in weiten Teilen Europas hielt. Für die neugegründete Komische Oper in Wien war sie in der Eröffnungssaison 1874 der Star. 1875 bis 1877 gehörte sie der Königlichen Oper in Berlin an.

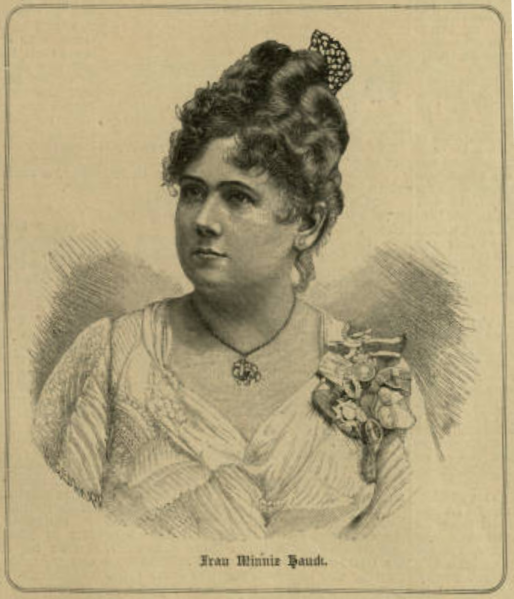
Minnie Hauk (Abbildung in der Neuen Musik-Zeitung 1889, 10. Jg., Nr. 22, S. 265)

Minnie Hauks wesentliches Verdienst war die Neuinterpretation der Carmen, in der bis dahin erfolglosen gleichnamigen Oper von Georges Bizet. Erst durch ihre neue leidenschaftliche Darstellung, Premiere am 2. Jänner 1878 in Brüssel, kam die Oper zu einem durchschlagenden und bis heute anhaltenden Erfolg. Minnie Hauk tourte danach jahrelang abwechselnd durch Europa und die USA und gründete unter anderen auch eine eigene Opernkompanie. Sie trat auf dem Höhepunkt ihrer Karriere Ende 1893 vom anstrengenden Tourneeleben zurück. Sie lebte mit ihrem Mann, dem österreichisch-amerikanischen Schriftsteller Ernst von Hesse-Wartegg, in Tribschen (bei Luzern) in der Nähe der Richard Wagner Villa. Sie verlor Teil ihres Vermögens während des Ersten Weltkrieges, glaubte sich verarmt und wurde ab 1920 durch Spenden aus einer von Geraldine Farrar initiierten Sammlung unterstützt. 
Minnie Hauk war die erste amerikanische Carmen (1878) und Manon (1885). Ihr umfangreiches Repertoire umfasste insgesamt etwa einhundert Rollen und sie sang die Carmen in vier Sprachen.

## Werke
- Minnie Hauck: Aus meiner Wiener Opernzeit. An der Hofoper. In: Neue Freie Presse, Morgenblatt (Nr. 18564/1916), 28. April 1916, S. 1 ff. (online bei ANNO).
  - —. An der komischen Oper. In: Neue Freie Presse, Morgenblatt (Nr. 18568/1916), 2. Mai 1916, S. 1 ff. (online bei ANNO).
- Minnie Hauk: In Rußland, vor meiner Wiener Opernzeit. In: Neue Freie Presse, Morgenblatt (Nr. 18679/1916), 22. August 1916, S. 1–4. (online bei ANNO).
- E. B. Hitchcock (Hrsg.): Memories of a singer. Philpot Books, London 1925 (Minnie Hauks Autobiographie)